# Léna
Léna è un dipartimento del Burkina Faso classificato come comune, situato nella provincia di Houet, facente parte della Regione degli Alti Bacini.
Il dipartimento si compone del capoluogo e di altri 13 villaggi: Batoungouana, Bodialedaga, Bona, Kofila, Konkourona, Konzo, Kouekouesso, Koundimi, Tatalama, Toungouana, Walama, Yabasso e Zatama.